# Neonella vinnula
Neonella vinnula är en spindelart som beskrevs av Willis J. Gertsch 1936. Neonella vinnula ingår i släktet Neonella och familjen hoppspindlar. Inga underarter finns listade i Catalogue of Life. Arten är nordamerikansk och förekommer i Florida, North Carolina och Texas.